# Katana Zero
Katana Zero — компьютерная игра в жанре action-платформер, разработанная японо-американской командой разработчиков Askiisoft и изданная Devolver Digital. Также в создании основной доли графики принимали участие художники из СНГ. Выпуск игры состоялся 18 апреля 2019 года для персональных компьютеров на операционных системах Windows и MacOS, а также для гибридной игровой консоли Nintendo Switch. 15 октября 2020 года игра вышла для игровой консоли Xbox One. 20 марта 2024 года состоялся выход игры на Android и iOS через Netflix.

## Игровой процесс
Игра отличается отсутствием очков здоровья: персонаж погибает от любого попадания, что делает прохождение требовательным к точности и реакции.
Игрок управляет наёмным убийцей, проходящим уровни с целью устранения всех противников. Для атаки используется катана, способная уничтожать врагов и отражать пули. Дополнительные механики включают перекаты и возможность кратковременного замедления времени, что помогает справляться с множественными угрозами. После каждого уровня отображается стилизованная под видеонаблюдение «переигровка» действий игрока.
Игра построена на последовательном прохождении уровней и отличается высокой вариативностью решений. Диалоговая система позволяет перебивать собеседников, выбирать различные интонации и влиять на ход событий.
При соблюдении определённых условий игроку становится доступен секретный босс — усиленная версия финального противника. Сражение с ним происходит в альтернативной сюжетной ветке и требует нарушения ряда инструкций, полученных от руководства, включая отказ от выполнения приказов и сознательное создание побочных жертв. Сам бой отличается высоким уровнем сложности и содержит элементы психологического искажённого восприятия, характерные для всей игры.

## Сюжет
Действие Katana Zero разворачивается в антиутопическом неонуарном городе Новая Мекка, пострадавшем от конфликта с неназванной восточной державой, известного как «Война Кромага». Игрок управляет убийцей по прозвищу Объект Ноль (Зеро), ветераном войны и участником секретной программы по созданию суперсолдат с использованием вещества под названием Хронос. Этот препарат позволяет кратковременно замедлять время и предсказывать последствия действий, однако вызывает побочные эффекты и галлюцинации.
Зеро получает задания от психотерапевта, совмещающего функции куратора и поставщика Хроноса. Постепенно он начинает сомневаться в правдивости своих снов, своего прошлого и истинных мотивов заказов. Его взаимодействие с соседской девочкой, а также столкновения с другими сверхлюдьми — Ви, Снегом, Змеем и Охотницей — раскрывают более широкую конспирологическую линию, связанную с программой «Нуль», корпорацией NeoTech и последствиями употребления Хроноса.
Кульминацией сюжета становится внутренняя трансформация Зеро и отказ от выполнения приказов. Герой оказывается втянут в конфликт с психотерапевтом, восставшими бойцами программы «Нуль» и правительственными структурами. Развязка зависит от выборов игрока и может привести к различным концовкам, включая смерть персонажа или его побег вместе с девочкой из города.
Игра содержит дополнительные элементы, влияющие на сюжет, включая галлюцинаторные видения, альтернативные сны, вариативные диалоги и секретного босса.

## Разработка
Разработчик игры — Джастин Стэндер. В своём твиттере он сообщил, что на разработку ушло 6 лет, а игра использует движок GameMaker: Studio.
Авторы звукового сопровождения игры — Ludowic и Bill Kiley. Саундтрек написан в жанре синтвейв.
Разработка игры была полностью завершена 27 февраля 2019 года.

## Критика
| Сводный рейтинг       | Сводный рейтинг                   |
| Агрегатор             | Оценка                            |
| --------------------- | --------------------------------- |
| GameRankings          | - 82,08 % (PC) - 81,55 % (Switch) |
| Metacritic            | 83/100 (Switch) 83/100 (PC)       |
| Иноязычные издания    |                                   |
| Издание               | Оценка                            |
| Game Informer         | 7,75/10 (Switch)                  |
| GameRevolution        | 3/5 (Switch)                      |
| GameSpot              | 8/10 (PC)                         |
| IGN                   | 8,7/10                            |
| Nintendo Life         | (Switch)                          |
| USgamer               | 4,5/5 (Switch)                    |
| Русскоязычные издания |                                   |
| Издание               | Оценка                            |
| «Игромания»           | [ 14 ]                            |

Katana Zero получила преимущественно положительные оценки критиков: на сайте-агрегаторе Metacritic она имеет 83 балла из 100 от критиков (в версиях на ПК и на Nintendo Switch).
В первую неделю продаж было продано более 100 000 копий игры для Nintendo Switch.